# Zeïna Sahéli
Zeïna Sahelí, née le 13 septembre 1983, est une nageuse sénégalaise, spécialisée dans le sprint. Elle représente le Sénégal sur 100 m nage libre aux Jeux olympiques d'été de 2000 à Sydney.
Elle remporte la traversée Dakar-Gorée en 1995, 1996, 1997, 1999, 2000 et 2002.